# Kate Markgraf
Kathryn Michele Markgraf (nata Sobrero), detta Kate (Bloomfield Hills, 23 agosto 1976), è un'allenatrice di calcio ed ex calciatrice statunitense, di ruolo attaccante.

## Biografia
Nasce a Bloomfield Hills, in Michigan come Kate Sobrero, nel 2003 si sposa con Chris Markgraf, con cui ha tre figli: Keegan Jamison, nato nel 2006, e i gemelli Carson Rose e Xavier Ryan, nati nel 2009. Vive con la famiglia in Wisconsin.

## Carriera

### Giocatrice

#### Club
Inizia a giocare a calcio alla Detroit Country Day School che frequenta dal 1991 al 1994. Dal 1994 al 1998 gioca invece nel Notre Dame Fighting Irish dell'Università di Notre Dame, dove si laurea in science-business. Dal 2001 al 2003 gioca nelle tre stagioni di durata della Women's United Soccer Association per il Boston Breakers, con cui ottiene 51 presenze, arrivando due volte sesta e una prima, venendo però eliminata in semifinale play-off dal Wash. Freedom. Nel 2005 gioca 8 gare segnando un gol in Svezia, con l'KIF Örebro. Dal 2006 al 2009 fa parte dell'organico del Michigan Hawks in W-League, giocando 27 volte, segnando una rete.
Nel 2009 passa al Chicago Stars, ma non può disputare la stagione iniziale del Women's Professional Soccer per la seconda gravidanza. Ritorna in campo il 12 aprile 2010, nella gara persa per 1-0 sul campo dello Sky Blue, giocando tutti i 90 minuti. Disputa 21 gare in totale nell'ultima stagione della sua carriera, arrivando sesta.
Nell'ottobre 2010 annuncia l'addio dal calcio giocato. Dopo il ritiro diventa commentatrice per ESPN, con cui segue il mondiale femminile 2011, le Olimpiadi 2012, il mondiale femminile 2015 e l'europeo maschile 2016, prima donna dell'emittente a commentare un torneo calcistico maschile. Tra il 2012 e il 2014 ha lavorato anche per il Dipartimento di Stato degli Stati Uniti d'America, andando prima in Etiopia, nel 2012 insieme all'ex nazionale maschile Tony Sanneh, poi in Cile nel 2013 insieme a Linda Hamilton, anche lei ex nazionale femminile e nel 2014 in Perù.

### Nazionale

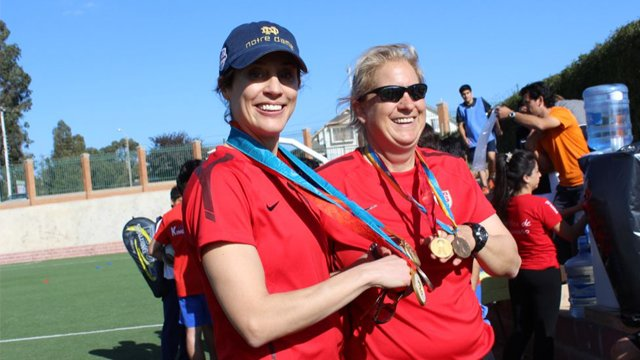
Markgraf nel 2013 in Cile con Linda Hamilton

Dal 1993 al 1997 gioca con la nazionale Under-20.
Debutta in nazionale maggiore il 26 aprile 1998 contro l'Argentina.
Nel 1999 il CT Tony DiCicco la convoca per il mondiale casalingo. Gioca 5 gare su 6 della competizione, saltando solo la terza del girone contro la Corea del Nord e si laurea campione del mondo, grazie alla vittoria in finale ai rigori contro la Cina.
L'anno successivo la nuova allenatrice April Heinrichs la chiama per le Olimpiadi 2000 a Sydney. Viene schierata in tutte e cinque le partite, con gli Stati Uniti che vincono l'argento, battute in finale ai tempi supplementari dalla Norvegia con un gol di Dagny Mellgren.
Nel 2003 partecipa di nuovo al mondiale, sempre negli USA. Durante la competizione raggiunge le 100 presenze con gli USA, nella terza gara del girone, vinta per 3-0 contro la Corea del Nord il 28 settembre. Gioca tutte e sei le gare, venendo eliminata in semifinale dalla Germania poi campione del mondo, concludendo al terzo posto grazie alla vittoria nella finalina contro il Canada.
Ad Atene 2004 ritorna alla vittoria, conquistando la medaglia d'oro grazie al gol ai supplementari di Abby Wambach nella finale contro il Brasile. Anche in questo caso Markgraf gioca tutte le sei partite del torneo.
Nel 2007 gioca il mondiale in Cina con il nuovo tecnico Greg Ryan. Le statunitensi escono in semifinale, battute dal Brasile, poi sconfitto in finale dalla Germania. Markgraf salta solo la finale 3º-4º posto vinta contro la Norvegia.
Gioca il suo ultimo torneo nel 2008, partecipando all'Olimpiade di Pechino 2008, allenata da Pia Sundhage. Vince di nuovo la medaglia d'oro, battendo di nuovo il Brasile ai supplementari, stavolta grazie a Carli Lloyd, e gioca 5 gare su 6, saltando l'ultima del girone con la Nuova Zelanda.
Segna il suo unico gol con gli Stati Uniti il 20 settembre 2008 nell'amichevole di Bridgeview contro l'Irlanda, realizzando il definitivo 2-0 al 31' su calcio di rigore.
Nel 2010 chiude con la nazionale dopo un'amichevole del 17 luglio contro la Svezia ad East Hartford, terminando con 201 presenze e 1 gol, che la portano ad essere l'undicesima calciatrice per numero di presenze negli Stati Uniti, una delle poche al mondo ad aver tagliato il traguardo delle 200 caps.

### Allenatrice
Nel 2009 è stata assistente allenatrice delle Marquette Golden Eagles della Marquette University, mentre rientrava dalla pausa dovuta alla seconda gravidanza.

## Palmarès

### Nazionale
- Campionato mondiale femminile di calcio: 1

Stati Uniti d'America 1999
- Argento olimpico: 1

Sydney 2000
- Oro olimpico: 1

Atene 2004, Pechino 2008